# Filmblut

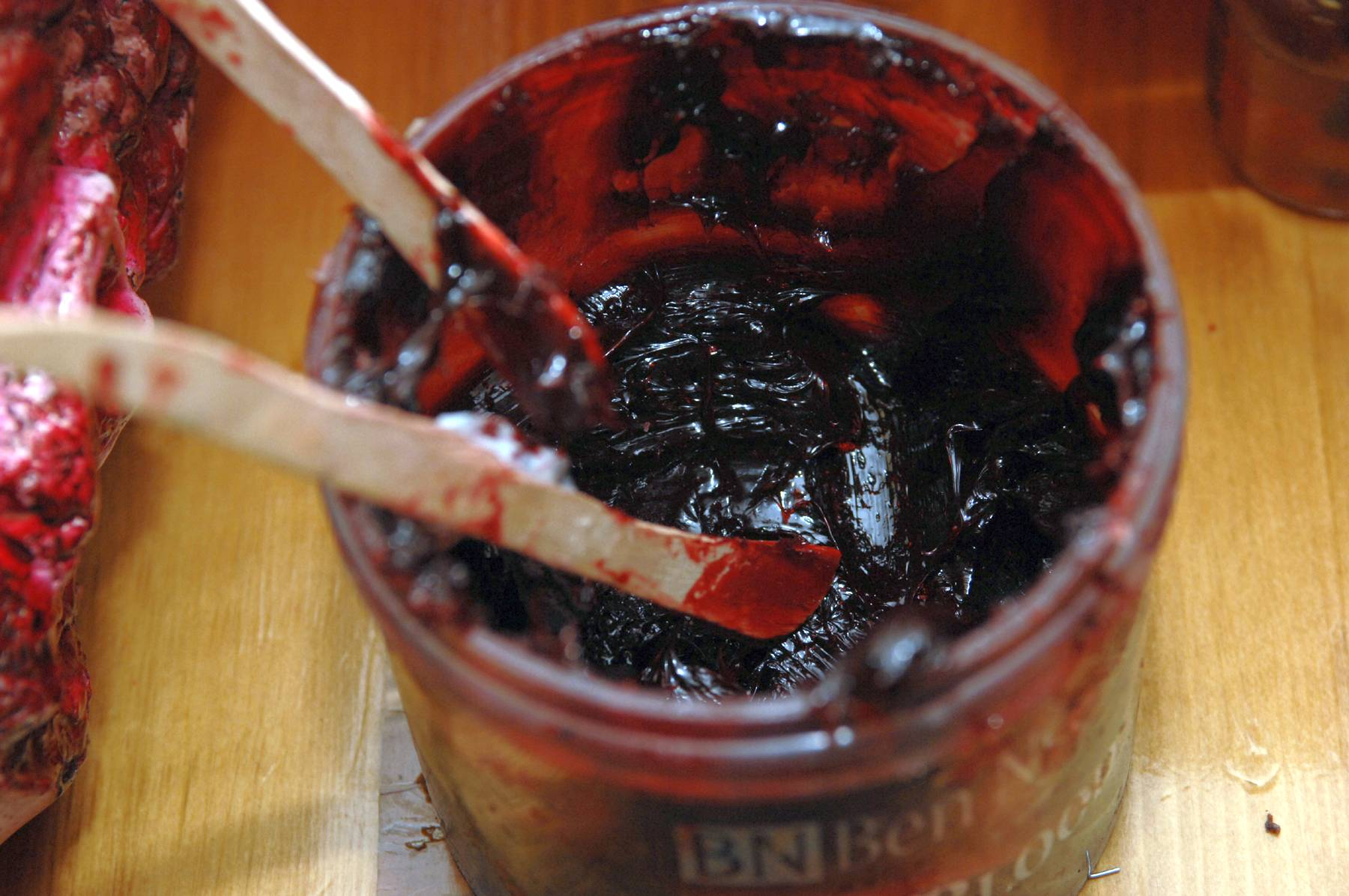
Ein Topf mit Filmblut

Filmblut oder auch Theaterblut ist eine künstlich hergestellte Flüssigkeit, die in Farbe, Konsistenz und äußerer Erscheinung echtem Blut so nahe wie möglich kommen soll. Die Verwendung ist bei Theater oder Film üblich.
Industriell hergestelltes Kunstblut besteht in der Regel aus Gelatine und verschiedenen Lebensmittelfarben. Jedoch gibt es vor allem im Amateur-Bereich zahlreiche andere Herstellungsmethoden. Weit verbreitet ist die einfache Herstellung aus Kakaopulver, Wasser und roter Lebensmittelfarbe. Im Schwarzweißfilm war Schokoladensauce gebräuchlich, so etwa in Psycho.
Kapselblut, das im Mund der Darsteller verwendet wird, enthält zumeist Erdbeer- oder Pfefferminzaroma, um diesen die Verwendung zu erleichtern.
Ein wichtiger Hersteller von Filmblut ist die Kryolan GmbH in Berlin, die Filmstudios und Theater in der ganzen Welt beliefert. Größte Abnehmer sind die Studios in Hollywood.